# Fistulkowate
Fistulkowate, piszczałkowate (Fistulariidae) – monotypowa rodzina morskich ryb igliczniokształtnych (Syngnathiformes). W języku polskim określane są również nazwą fistulki.

## Występowanie
Gorące i ciepłe wody oceaniczne całego świata.

## Charakterystyka
Ciało silnie wydłużone i cienkie (igłowate), lekko bocznie spłaszczone. Głowa i pysk również silnie wydłużone. Skóra naga lub pokryta drobnymi, nieregularnie położonymi płytkami kostnymi. Budową zewnętrzną zbliżone do rurecznicowatych (Aulostomidae), z którymi są blisko spokrewnione. Odróżnia je środkowa część płetwy ogonowej, u fistulek przekształcona w długi, biczowaty wyrostek. Osiągają od 1–2 m długości. Przy długości 1,5 m masa ciała wynosi zaledwie 3 kg.

## Klasyfikacja
Rodzaj zaliczany do tej rodziny:
Fistularia